# Lanham (Maryland)
Lanham é uma comunidade não incorporada e uma região censitária no Condado de Prince George's, no estado americano de Maryland. Até o censo de 2010 nos Estados Unidos, havia uma população de 10.157 habitantes. A estação New Carrollton (terminal da linha laranja do metrô de Washington) e a estação Amtrak estão do outro lado do Capital Beltway em New Carrollton.